# Santo António de Vagos
Santo António de Vagos ist ein Ort und eine ehemalige Gemeinde (Freguesia) im portugiesischen Kreis Vagos. Die Gemeinde hatte 1758 Einwohner (Stand 30. Juni 2011).
Am 29. September 2013 wurden die Gemeinden Santo António de Vagos und Vagos zur neuen Gemeinde União das Freguesias de Vagos e Santo António zusammengeschlossen.